# 貝爾雅羅魚
貝爾雅羅魚（學名：Leuciscus bearnensis）為輻鰭魚綱鯉形目雅羅魚科的其中一種，分布於歐洲法國淡水流域，本魚體延長，吻突出，側線鱗47-52枚，體長可達28公分，棲息在水質清澈的溪流、湖泊，生活習性不明。